# Petr Kocian
Petr Kocian, křtěný Petr Valentin (7. ledna 1864 Ústí nad Orlicí - 4. ledna 1931 Ústí nad Orlicí), byl český varhaník a hudební skladatel.

## Život
Narodil se v Ústí nad Orlicí v domě čp. 369 do rodiny soukeníka Petra Kociana a jeho ženy Anny, rozené Novákové. Vyrůstal v početné rodině, měl 13 sourozenců, nejstarší byla sestra Cecílie (* 1839), další následovala Beáta (*1839), pak bratři Roman (*1841) a Ewald (*1843), dále sestry Anastázie (*1845), Marie (*1847), Lucie (*1848) a Julie (*1851), další pak byli bratři Julius (*1852), Petr (*1854), Alois (*1856) a Karel (*1858) a předposlední byla sestra Anna (*1862).
Od mládí projevoval zájem o hudbu, základní vzdělání absolvoval v rodném městě a během školní docházky bral hodiny hudebního vzdělání u svého učitele Jana Mazánka. V hudbě se vzdělával rovněž u svého strýce Václava Sychry. Roku 1880 odešel do Prahy na varhanickou školu, kterou absolvoval roku 1882 u prof. Fr. Z. Skuherského. Po dokončení školy se na nějaký čas stal ředitelem klášterního kůru ve Vyšším Brodě, kde rovněž hrál i na varhany a od roku 1891 až do své smrti varhaníkem a ředitelem kůru kostela Nanebevzetí Panny Marie v Ústí nad Orlicí.
Petr Kocian byl dvakrát ženatý, první žena mu záhy zemřela a z druhého manželství, které uzavřel roku 1897 s Marií Svátkovou, dcerou spisovatele Adolfa Svátka, měl pět dětí, prvorozenou Marii, syna Josefa a dcery Amálii, Annu a Ellu, která zemřela brzy po narození.
Zemřel začátkem ledna roku 1931 v důsledku zánětu srdečního svalu a pohřben byl na Městském hřbitově v Ústí nad Orlicí.
Během svého plodného života skládal mimo jiných chrámovou hudbu, byl činný v Cecilské hudební jednotě a působil mnoho let coby obzvláště pilný kulturní pracovník na Orlickoústecku.